# ネプチューン (お笑いトリオ)
ネプチューンは、ワタナベエンターテインメント所属のお笑いトリオ。1993年結成。略称は「ネプ」。

## メンバー
| 名前（ふりがな）             | 生年月日（年齢）       | 出身                   | 愛称                     | 担当               |
| ---------------------------- | ---------------------- | ---------------------- | ------------------------ | ------------------ |
| 名倉 潤（なぐら じゅん）     | 1968年11月4日（56歳）  | 日本・兵庫県姫路市     | 潤ちゃん、リーダー       | ツッコミ・ネタ構成 |
| 原田 泰造（はらだ たいぞう） | 1970年3月24日（55歳）  | 日本・東京都東村山市   | タイゾー、泰ちゃん       | ボケ               |
| 堀内 健（ほりうち けん）     | 1969年11月28日（55歳） | 日本・神奈川県横須賀市 | ホリケン、健ちゃん、ケン | ボケ               |

## 来歴・人物
当初、泰造は出身地が同じ友人とコンビ『パープルン』を組んでいた。コンビ名の由来は、その当時2人が居酒屋『村さ来』でアルバイトをしていたから。だが相方が多額の借金を作り、地元へ帰ってしまったことで解散。泰造が新しい相方を探していたところ、オーディションの時に一緒で当時ピン芸人として活動していた堀内に目が留まり、泰造から声をかけて1991年にコンビ『フローレンス』を結成。コンビ名は、たまたま見かけたラブホテルの店舗名に由来する。
しかし堀内と泰造は共にボケ担当でツッコミがいなかったため、コントがグダグダになるという問題が多発。これを解決するため、当時はコンビ『ジュンカッツ』を解散したばかりで普段から世話になっていた先輩の名倉を2人が頼み込む形で引き入れ、1993年に現在のトリオを結成。ちなみに結成当初のトリオ名は『フローレンスZ』で、数ある候補の中に『ゲリマンダー』もあった。トリオ名の由来は漫画『キン肉マン』の登場人物であるネプチューンマン。
コンビ別れを繰り返して結成したグループのため3人とも芸歴に差があり、その上ネプチューンとしての活動期間はさらに短い。そのため先輩後輩が個人によって異なり、3人はややこしいと発言している。芸歴は名倉→堀内・泰造の順で、名倉は雨上がり決死隊や極楽とんぼなどとほぼ同期、堀内と泰造は1年後輩で千原兄弟やFUJIWARAらと同期となる。
3人はそれぞれ「潤ちゃん」「健」「泰造」と呼び合っている。ネプチューン結成初期の頃は名倉が一番先輩ということもあり、堀内と泰造は「さん」付けで呼んでいたが、ある日に名倉が「同じグループなのに『さん』付けで呼ぶのはおかしいし、周りも気を遣うから『さん』付けしなくていい」と2人に告げてからは「潤ちゃん」と呼ぶようになった。
プライベートでの付き合いがほとんどない芸人グループが多い中、3人はプライベートでも非常に仲が良く、楽屋は常に一緒。楽屋では堀内と泰造が頻繁にふざけあい、それを名倉が一歩引いて見守るのが常である。
3人の後輩に当たるくりぃむしちゅーは名倉を「潤ちゃん」、堀内を「健ちゃん」、泰造を「泰造」と呼んでいる（たまに堀内のことを「健」と呼び捨てにする場合もある）など、後輩であっても付き合いが長かったり仲が良い芸人などはメンバーを呼び捨てにすることもある。
1998年、ゴールデン・アロー賞芸能賞を受賞。
2000年代、特に名倉が渡辺満里奈と結婚した頃から名倉は司会・コメンテーターや雑誌の執筆活動、堀内は個性派俳優業に加えトーク番組などのバラエティ、泰造はCM出演を含めた俳優業に単独で出演するなどそれぞれの特性を活かしピンでも活躍している。
近年、2008年7月から後輩のくりぃむしちゅー、チュートリアルと共に出演する『しゃべくり007』をきっかけに日本テレビ系番組の出演が増えており、2009年8月放送の『24時間テレビ「愛は地球を救う」』のパーソナリティを務めるなど活動の幅を広めている。
メンバー3人して酒を嗜む習慣がなく、下戸と呼んでも差し障りがないほど苦手としている。名倉と堀内は付き合い程度に口にはできるが、泰造は少量でも飲むとほぼ吐いてしまうほど身体に合わないという。
ウッチャンナンチャンやさまぁ〜ず、よゐこ、出川哲朗、キャイ〜ン、TIMらと共にウンナンファミリーと呼ばれている。

### 芸風
ネタは堀内が作っているが、堀内独自の擬音や歌のテイストが使用されているものが多いといった独特なもので、実際に堀内自身が演じて説明しないと他のメンバーにはいかんせん伝わらない内容なのがほとんど。それを1つのしっかりしたコントに仕立てるのは名倉の役割という。
コントでは堀内・泰造のボケ（2人で童謡やオリジナルのミュージカル風の歌を唄う事もある）に名倉がツッコむも更にボケ続けるという「ボケ倒し」「ツッコミすかし」のスタイル。名倉のツッコミはテレビやラジオなどで喋る関西弁はあえて使わず標準語で声を張り上げるものの、頭を叩く・体を蹴るなどの強烈なものではない。
『タモリのボキャブラ天国』へ出演していた時期、ネプチューンは堀内と泰造の強烈な個性でひときわ存在感を放っており、爆笑問題と並んで番組内での人気も視聴率を大きく左右するほどだった。

## 現在の出演番組

### レギュラー
- ネプリーグ（2003年4月 - 、フジテレビ）
- しゃべくり007（2008年7月 - 、日本テレビ）
- ジョブチューン アノ職業のヒミツぶっちゃけます!（2013年2月 - 、TBS）
- ナニコレ珍百景（2008年1月 - 2016年3月16日、2018年10月 - 、テレビ朝日） - レギュラー放送、その間にも特番放送
- 名将たちの勝負メシ（2025年4月4日 - 、Eテレ）

### 特番
- ハモネプ（2001年5月16日 - 、フジテレビ）
- 芸能界特技王決定戦TEPPEN（2010年8月3日 - 、フジテレビ）
- あいつ今何してる? （2022年1月26日-、テレビ朝日）

## 過去の出演番組

### テレビ番組

#### バラエティ
- 日本テレビ
  - ZZZ・恋のチューンネップ（広島テレビ、1998年10月 - 1999年9月）
  - ZZZ・ネプ中（広島テレビ制作、1999年10月 - 2000年3月）
  - プレイヤーズ（2000年4月 - 2001年3月)
  - 今夜はプネ・プネ（2001年4月 - 9月）
  - なんでもワールドランキング ネプ&イモトの世界番付（2011年10月 - 2016年3月）
- TBS
  - サバイバー（2002年4月 - 2003年3月）
  - ネプベガス（2005年10月 - 2006年9月）
  - ネプ理科（2006年10月 - 2007年9月）
  - 奇跡ゲッター ブットバース!!（2010年11月 - 2011年7月）
  - サタネプ☆ベストテン（2011年10月 - 2012年9月）
  - ネプの超法則!!（2012年10月 - 2013年1月）
- フジテレビ
  - ボキャブラ天国シリーズ（キャッチフレーズは電光石火の三重殺(トリプルプレイ)）（1995年10月 - 1998年9月）
  - 新品部隊（1995年10月 - 1996年3月）
  - 風まかせ 新・諸国漫遊記 - 準レギュラー
  - 加トちゃんマチャミのお台場CHA・CHA!!（1997年4月 - 9月）
  - CHACHAKEN TV（1997年10月 - 1998年3月）
  - ごごいち（1998年4月 - 9月）
  - 上岡・ヒロミの花も嵐も（1996年10月 - 1997年9月）
  - トロトロでいこう!→Ohトロトロでいこう!（1997年10月 - 1998年9月）
  - ネプチューンのモビーにくびったけ!（東海テレビ、1997年10月 - 12月）
  - 笑う犬シリーズ（1998年10月 - 2003年12月）
  - ネプやり（1998年4月 - 9月）
  - 空飛ぶ!ネプTビビ（1998年10月 - 1999年3月）
  - ネプフジ（1999年4月 - 9月）
  - 力の限りゴーゴゴー!!（1999年10月 - 2002年9月）
  - 力あわせてゴーゴゴー!!（2002年10月 - 2003年3月）
  - 幸せって何だっけ 〜カズカズの宝話〜（2004年11月 - 2008年3月）
- テレビ朝日
  - ネプいっ!（1998年10月 - 1999年9月）
  - おネプ!（1999年10月 - 2001年3月）
  - ちゃんネプ（2001年4月 - 2002年9月）
  - 銭形金太郎（2002年10月 - 2007年12月）
  - あいつ今何してる?（2016年4月 - 2021年9月）

#### 単発・スペシャル
- オールスター感謝祭（TBS）
  - オールスター感謝祭'96 超豪華!クイズ決定版 この秋お待たせ特大号（1996年10月5日）
  - オールスター感謝祭'02 超豪華!クイズ決定版（2002年3月30日、9月28日）
- FNS番組対抗!春秋の祭典スペシャル（1997年、フジテレビ）
  - 『加トちゃんマチャミのお台場CHA・CHA!!』チームとして出場（1997年春）
  - 『黄金ボキャブラ天国』チームとして出場（1997年秋）
- 火曜ワイドスペシャル『激突 なりきりスター天下とったる歌合戦!』（1997年5月27日、フジテレビ）
- 強力!木スペ120分『志村けんのバカ殿様〜メイクミラクル！〜』（1998年9月17日、フジテレビ）
- 関口宏の東京フレンドパークII SP（1999年3月22日、TBS） - TIMと来園
- 明石家さんまの9時から11時20分までスペシャル（1999年4月7日、フジテレビ）
- パパパパPUFFY おめでとう由美ちゃん! 激レア限定盤3（1999年4月11日、テレビ朝日）
- 火・曜・特・番!『爆笑伝説!志村けんの変なおじさんVSネプチューン大決戦!!』（1999年12月7日、フジテレビ）
- FNS30周年'99秋の祭典&FNS春秋の祭典2000（1999年 - 2000年、フジテレビ）
  - 『力の限りゴーゴゴー!!』チームとして出場
- 全部まるごとネプ正月（2000年1月2日、フジテレビ）
  - 爆笑&ネプ正月2001!（2001年1月2日、フジテレビ）
  - 開運!ネプ正月2002スペシャル（2002年1月2日、フジテレビ）
  - あけまして!爆笑&ネプ正月（2003年1月2日、フジテレビ）
  - 爆ネプの勉強させていただきます（2004年1月4日、フジテレビ）
  - 爆ネプ2005（2005年1月4日、フジテレビ）
- とんねるずのみなさんのおかげでした年末特大スペシャル（2000年12月28日、フジテレビ） -「モジモジくんHYPER」ゲスト
- タイムショック21「超豪華スター100人激突!!12時間マラソンクイズ番組対抗スペシャル!!」（2001年4月2日、テレビ朝日） - 『ちゃんネプ』チームとして出場
- スーパーフライデー『ネプチューンのテレビの秘密全部見せます』(2001年7月13日、TBS)
- 明石家さんまのフジテレビ大反省会（2002年12月26日深夜・2003年4月2日、フジテレビ） - 『笑う犬』メンバーとして
- 笑っていいとも!秋の祭典スペシャル（2003年9月29日、フジテレビ）
  - 『笑う犬の太陽』チームとして、ウッチャンナンチャンやベッキーと出場。
- めちゃ×2イケてるッ!「男は勲章女は金メダル 人生って素晴らしいスペシャル!!」（2003年10月4日） - 単位上等!爆走数取団の兄貴
- ワンナイR&R新年会スペシャル ゴリエ・轟・富井の最強キャラ大激突生放送（2004年1月1日） - 「Romantic Boys 今宵ロマンチックな台詞をあなたに…」生放送スペシャルゲスト
- 24時間テレビ 「愛は地球を救う」（2009年8月29日・30日、日本テレビ）
- 驚きの嵐!世紀の大実験!!学者も予想不可能SP&奇跡を呼ぶ実験的生ライブ!!（2009年11月1日、日本テレビ）
- 芸能界プライドバトル ガチマッチ（2010年1月3日、関西テレビ）
- 好きになった人（2010年4月24日 - 2017年2月14日、日本テレビ）
- ネプ&イモトの世界番付!世界の中の日本の順位教えちゃいます（2011年2月25日 - 、日本テレビ）
- 人間分類バラエティーTHEカテゴライザー（2011年3月23日、日本テレビ）
- 世界超ド級!!まるわかりスクープ社（2011年6月10日、日本テレビ）
- ラブネプ（2011年10月2日 - 2013年9月24日、TBS）
- あなたの知るかもしれない世界（2011年12月30日 - 2015年2月17日、フジテレビ）
- ネプチューンの超体験!タイムワープ旅行社〜時間旅行で江戸時代へ〜（2012年6月5日、日本テレビ）
- テレビ朝日開局55周年記念 超豪華!一夜限り!!バラエティ司会者芸人 夢の共演スペシャル!!（2014年2月1日、テレビ朝日）
- ザ・発言X あの言葉で人生が劇的に動いた!!（2018年6月20日、日本テレビ） - MC
- 日バラ8 爆さまネプナイン（2022年3月27日、フジテレビ）
- ものまねグランプリ（2009年5月3日 - 2023年12月12日、日本テレビ）
- 名将たちの勝負メシ（2023年8月22日・29日、2024年3月25日、5月14日・21日、2025年3月26日、Eテレ）[5] ※2025年4月よりレギュラー放送

### ラジオ番組
- ネプチューンのallnightnippon SUPER!（ニッポン放送）
- 堀内健とビビる大木のallnightnippon SUPER FRIDAY!→堀内健とビビる大木のオールナイトニッポン（ニッポン放送） - 堀内のみ
- ネプチューン+1→名倉とネプチューン→名倉もネプチューン（TBSラジオ）

### 映画・ドラマ
- ネプチューン in どつきどつかれ（1998年8月1日公開） - 主演
- 金曜エンタテイメント 「ピッキングトリオの事件簿」（2001年11月2日、フジテレビ） - ネプチューン初主演
- デカ007（2010年4月26日、日本テレビ） - 『しゃべくり007』のスピンオフ企画であり、ネプチューン含め『しゃべくり007』に出演しているレギュラーメンバー（くりぃむしちゅー、チュートリアル）がメインキャストとなっている。ドラマ自体の主演は徳井義実（チュートリアル）)。
- 空想大河ドラマ 小田信夫（2017年2月、NHK総合）[6][7]

### 書籍
- ネプチューングラフィティ・於「どつきどつかれ」 - 写真集
- ネプチューンの4コマライブ メキシカンスマッシュ

## 歌手としての活動
トイズファクトリーに所属。1998年から2002年までにアルバム1枚、ミニアルバム1枚、シングル4枚をリリース。
- 1st Single (8 cm)『君を探して』（1998年11月）
- 2nd Single (8 cm)『明日に向かって走れ!』（1999年3月）
- 3rd Single『上を向いて歩いてゆこう/日本人は胃腸が弱い」（2000年6月）
- 1st Album『君とケツカッチン!』（2000年9月）
- 4th Single『イッショウケンメイ。』（2001年11月）
- 1st Mini Album『ネプランド!』（2002年8月）

また、「はっぱ隊」としてSingle CD・Single DVD『YATTA』を、「G20+ネプ&イモト」名義でSingle CD『ボクラノセカイ』をリリース。

## ゲーム
いずれもニンテンドーDS用ソフト。ジャレコから発売。
- ネプリーグDS（2007年）
- 超!!ネプリーグDS（2008年）

## CM
- 任天堂 スターフォックス64
- エスエス製薬 エストロング
- サンヨー食品 サッポロ一番
- アビバジャパン
- 日清食品 日清焼そばカップ 黄と白のWからしマヨネーズ（2004年2月 - ）[8]
- ジャレコ[注 2] 超!!ネプリーグDS 「テレビと一緒」篇（2008年10月3日 - ）[9]
- 日本たばこ産業 Roots・トリプルフリー（2010年3月 - ）
- LayerX バクラク請求書「煩雑な請求書処理」篇、「健はどこ？」篇、「ちゃんとやってくれよ〜」篇（2022年1月22日 - ）[10]